# Inês Fernandes (atleta)
Inês Fernandes (28 de junho de 1988) é uma atleta paralímpica portuguesa que compete no lançamento do peso nos Jogos Paralímpicos e no lançamento do martelo, lançamento do dardo e lançamento do disco nos Campeonatos Mundiais de Atletismo do INAS e nos Jogos Globais do INAS.
Nos Jogos Paralímpicos de Londres 2012, ela ficou quarta posição a final de lançamento do peso F20 (deficiência intelectual), com um um lançamento a 11,84 metros.
Em 2017, ela foi nomeada como uma das melhores do mundo pela Federação Internacional para Atletas com Deficiência Intelectual (INAS), depois da sua presença nos Jogos Paralímpicos do Rio 2016.
No INAS Global Games de 2019, Inês Fernandes lançou o martelo a 36,83 metros conquistando a medalha de prata.